# Macromia malleifera
Macromia malleifera – gatunek ważki z rodziny Macromiidae.